# Väja

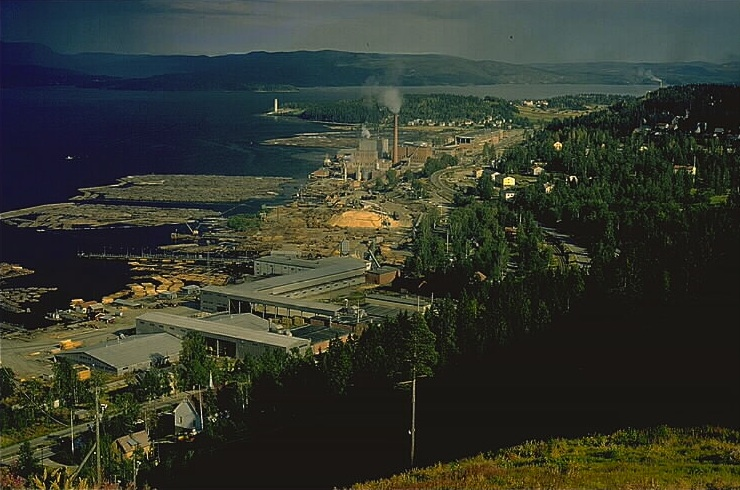
Utsikt från Väjabergets skidbacke mot sågverket och massafabriken i Väja, troligen i slutet av 1960-talet.

Väja (tidigare Wäija) är ett bostadsområde i södra delen av tätorten Bollstabruk i Ytterlännäs socken i Kramfors kommun i Västernorrlands län belägen vid Bollstafjärden av Ångermanälven, en knapp mil norr om Kramfors. Bebyggelsen är sammanväxt med Dynäs i Gudmundrå socken söder om Väja och bildade med den orten en tätort fram till 1960 och utgör ännu ett gemensamt valdistrikt inom kommunen. 
Avståndet till Bollstabruk med församlingskyrkan Ytterlännäs nya kyrka är ungefär två kilometer. Väja genomkorsas av riksväg 90 och av Ådalsbanan.

## Historia
Namnet Väja slutade förmodligen ursprungligen på -vin, ett fornsvenskt ord för betesmark eller naturlig äng. Byn borde därmed vara från järnåldern. I skatteboken 1550 upptas Veijan som ödeby. År 1663 hade Väja helt uppgått i grannbyn Lästa.
C. M. Rosenberg beskriver omkring 1880 Väja som "Ångsåg i Ytterlännäs sn / . . / vid Bollstafjärden av Ångermanelfven" och Dynäs som "by i Gudmundrå sn vid Ångermanelfven med Sandvikens ångsåg".
Året 1926 bildades idrottsföreningen Wäija-Dynäs IK.

## Näringsliv
Platsen har gamla industritraditioner. Här ligger massa- och säckpappersfabriken Mondi Dynäs AB (tidigare Dynäs AB) med cirka 300 anställda (2010), som jämte Folksam servicecenter är den största privata arbetsgivaren i Kramfors kommun.

## Personer från orten
Bertil Malmberg har genom sina farföräldrar anknytning till Väja, som återkommer i hans verk. I prosaboken "Åke och hans värld" från 1924 upplever han som sexårig ankomsten av det stora segelfartyget India, där kaptenens unga hustru blir hans vän.